# Ryūji Kubota
Ryūji Kubota (jap. 窪田 龍二 Kubota Ryūji; ur. 24 lipca 1976) – japoński piłkarz występujący na pozycji pomocnika.

## Kariera klubowa
Od 1995 do 1998 roku występował w klubach Yokohama Marinos i Vissel Kobe.